# Reinhold Olesch
Reinhold Olesch (ur. 24 września 1910 w Załężu k. Katowic, zm. 23 czerwca 1990 w Brühl k. Kolonii) − niemiecki językoznawca, profesor slawistyki, doctor honoris causa multiplex, członek PAN i innych międzynarodowych akademii, honorowy członek Międzynarodowego Komitetu Slawistów.

## Życiorys
Gdy jego ojciec zginął na froncie I wojny światowej, rodzina postanowiła przeprowadzić się do wsi Góra Świętej Anny, skąd pochodziła jego matka. Tam Reinhold nauczył się mówić śląskim dialektem. Do końca życia odwiedzał i wspomagał materialnie krewnych ze Świętej Anny. Reinhold Olesch uczęszczał do szkół w Nysie, a następnie uczył się w renomowanym Katolickim gimnazjum św. Macieja we Wrocławiu. Na początku lat 30. XX wieku studiował filologię i fonetykę słowiańską na Uniwersytecie w Wiedniu, gdzie uczęszczał na wykłady m.in. Nikołaja Trubieckoja. Z Wiednia przeniósł się do Pragi, a następnie kontynuował naukę na Uniwersytecie Berlińskim, gdzie studiował również historię i geografię. W Berlinie zetknął się z Aleksandrem Brücknerem jako egzaminatorem, a następnie jego następcą Maksem Vasmerem, który stał się jego patronem. Za namową Vasmera Olesch nagrywał słowiańskie teksty gwarowe na płytach gramofonowych. Tematem jego dysertacji doktorskiej Zur schlesischen Sprachlandschaft. Ihr alter slawischer Anteil ('O śląskim krajobrazie językowym i obecnym w nim wątku starosłowiańskim'), obronionej na Uniwersytecie Fryderyka Wilhelma w Berlinie, były słowiańskie dialekty Śląska, które sam Reinhold Olesch uważał za swój język ojczysty. Pozostały one głównym przedmiotem jego zainteresowania także w późniejszej pracy naukowej. Jeszcze przed II wojną świat. w 1937 roku opublikowano jego dwie prace: będącą pokłosiem doktoratu Die slawischen Dialekte Oberschlesiens ('słowiańskie dialekty Górnego Śląska') i habilitacji Beiträge zur oberschlesischen Dialektforschung. Die Mundart der Kobylorze, I. Deskriptive Phonetik ('przyczynek do badania narzecza górnośląskiego, dialekt Kobylorzy'; część 1, obejmująca fonetykę opisową). W 1938 roku opublikował Serbokroatisch aus Herzegovina, a następnie Drei polnische Mundarten. Góralisch, Nordmasowisch, Kujawisch. Dzięki dwóm pierwszym pracom uzyskał stopień naukowy doktora i docenta, a następnie pracę lektora języka polskiego na Uniwersytecie w Greifswaldzie. Publikacje o dialektach śląskich zyskały bardzo pochlebną recenzję Kazimierza Nitscha, ale u niemieckich studentów związanych z NSDAP wywołały wściekłe ataki (jego prace spalono na berlińskim bruku, a następnie zakazano ich publicznego rozpowszechniania). Spowodowało to relegowanie go ze stanowiska lektora, na które powrócił po osobistej interwencji Vasmera.
W lipcu 1939 roku, jako notowanego przez Gestapo, wcielono go do Wehrmachtu w randze szeregowego (pomimo że jako docentowi przysługiwał mu stopień oficerski), z przydziałem do pielęgnacji koni, a później do kancelarii polowych ze względu na perfekcyjną znajomość kilku języków obcych. W wojsku służył do końca II wojny światowej, a więc prawie sześć lat. Na okupowanej przez NSDAP i Wehrmacht Ukrainie badał miejscowe dialekty. Od 1946 roku Olesch kontynuował karierę naukową w Niemczech, choć jak pisał Stanisław Urbańczyk: „Podobno Lehr-Spławiński proponował Oleschowi katedrę w Krakowie". Inna wersja mówi, że Olesch informował się u M. Małeckiego o możliwości zatrudnienia w Krakowie. Ten oczywiście nie mógł mu niczego gwarantować, gdyż Uniwersytet Jagielloński zatrudniał wtedy slawistów ze Lwowa i Warszawy, a sam Małecki był wtedy prześladowany za rzekomą współpracę z Niemcami podczas wojny. Już jako profesor wykładał slawistykę na Uniwersytecie w Greifswaldzie (1946−1949), Uniwersytecie w Lipsku (1949−1952/1953) i Uniwersytecie w Kolonii (1952/1953−1975). W 1975 roku przeszedł na emeryturę.

## Dorobek i wyróżnienia
W jego dorobku znalazły się m.in. reedycje Biblii Leopolity – najstarszej polskiej Biblii z 1561 roku oraz starodruków kaszubskich, a także opracowania ruskich bajek i prace na temat języka Słowian połabskich. Reinhold Olesch powrócił również do badań tematyki Górnego Śląska. Opracował wydany w roku 1958 w Berlinie "Der Wortschatz der polnischen Mundart von Sankt Annaberg czyli słownik gwary wsi Góra Świętej Anny i Wysoka, należącej do dialektu „Kobylorzy”. Wbrew poglądom Olescha, wyrażonym w jego wcześniejszych pracach, wydawca użył w tytule „polski”, a nie „słowiański”, chociaż sam Olesch użył tam nawet transkrypcji slawistycznej, a nie polskiej. Założył serię „Slavistische Forschungen”, przez wiele lat był współredaktorem (i współzałożycielem) serii „Mitteldeutsche Forschungen”, czasopism naukowych „Zeitschrift für Slavische Philologie”, „Die Welt der Slaven”, „Bausteine zur Geschichte der Literatur bei den Slaven” (Böhlau Verlag), serii „Slavistische Studienbücher” oraz „Biblia Slavica”. W 1972 roku z okazji Kongresu Slawistów w Warszawie Reinhold Olesch otrzymał doktorat honoris causa Uniwersytetu im. Adama Mickiewicza w Poznaniu, w 1988 roku Uniwersytetu Sofijskiego, a w 1990 roku − Wyższej Szkoły Pedagogicznej w Opolu.
W 1959 r. został członkiem zagranicznym PAN.